# Antirhea aromatica
Antirhea aromatica là một loài thực vật thuộc họ Rubiaceae. Đây là loài đặc hữu của México. Chúng hiện đang bị đe dọa vì mất môi trường sống.